# Euphorbia fendleri
Euphorbia fendleri — вид рослин із родини молочайних (Euphorbiaceae), зростає у США й Мексиці.

## Опис
Це багаторічна трава. Кореневище потовщене. Стебла зазвичай розпростерті, лежачі, або висхідні, дуже рідко прямовисні, 5–12 см, голі. Листки зазвичай супротивні, рідше в кільцях; прилистки чіткі, вузьколінійні, 0.5–1 мм; ніжка листка 0.5–1 мм, гола; листові пластини зазвичай округла до яйцеподібної, рідше майже ланцетоподібної форми, 3-8 × 2.5–7 мм, основа злегка асиметрична, злегка серцеподібна до округлої або тупої, краї цілі, вершина заокруглена до тупої, поверхні голі. Квітки жовто-зелені. Цвіте і плодоносить навесні — восени. Коробочки стиснено-кулясті, 2–2.4 × 2.2–2.5 мм, голі. Насіння біле, яйцювато-пірамідальне, помітно 4-кутне в перерізі, 1.7–2 × 1–1.2 мм, від гладкого до злегка зморшкуватого. 2n = 28.

## Поширення
Зростає у північно-східній Мексиці й центрально-західного й центрально-південного США. Населяє схили гір, чагарники пустель, піньйон(P. subsect. Cembroides)-ялівцеві ліси, пагорби, каньйони, луки, узбіччя доріг, сухі щілини у вапняку, часто у гравії та піску; на висотах 500–2600 метрів.